# Trung hưng tứ tướng

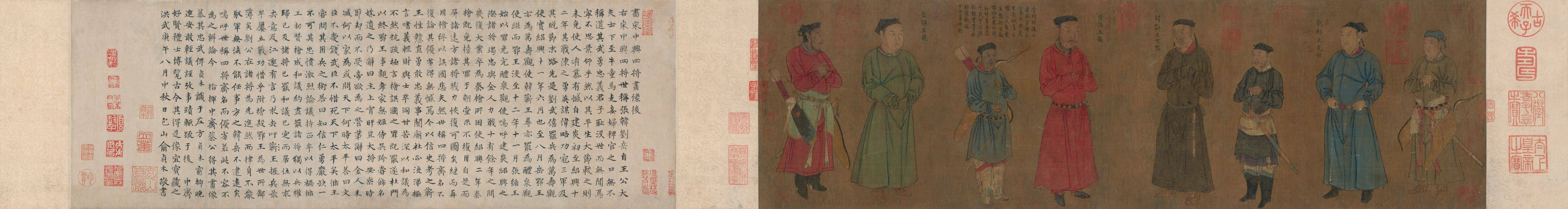
Tranh vẽ Trung hưng tứ tướng của Lưu Tùng Niên: Nhạc Phi (thứ hai trái sang), Trương Tuấn (thứ tư trái sang), Hàn Thế Trung (thứ năm trái sang) và Lưu Quang Thế (thứ hai phải sang)

"Trung hưng tứ tướng" (tiếng Trung: 中興四將) chỉ các danh tướng triều Nam Tống, gồm Trương Tuấn, Hàn Thế Trung, Lưu Quang Thế và Nhạc Phi, là những người có công kháng Kim trong Chiến tranh Kim–Tống, đóng vai trò quan trọng việc công cuộc trung hưng của vương triều nhà Tống.

## Bối cảnh và từ nguyên
Trong chữ Hán, "trung hưng" (中興) có nghĩa là "nửa đường phục hưng", ám chỉ những vương triều suy vi hoặc trải qua biến loạn một lần nữa quay lại giai đoạn thịnh vượng. Trong lịch sử Trung Quốc, những lần "trung hưng" nổi tiếng nhất có thể kể đến như "Quang Vũ trung hưng" thời Đông Hán, Nguyên Hòa trung hưng thời nhà Đường. Bắc Tống sau khi bị nước Kim tấn công, Khang vương Triệu Cấu tháo chạy về phương nam lập ra nhà Nam Tống. Những ngày đầu khi Nam Tống mới thành lập, người Kim nhiều lần xuôi nam nhưng gặp phải sự kháng cự quyết liệt từ quân dân triều Tống. Do không thể xâm nhập phía nam, Kim – Tống hai nước đã ký kết đàm phán hoà bình song phương, lấy sông Hoài tới Đại Tán Quan (nay là phía tây nam Bảo Kê, Thiểm Tây) làm ranh giới, tạo thành nên cục diện giằng co trường kỳ giữa hai nước. Giai đoạn lịch sử này được gọi là "Tống thất trung hưng".

## Trung hưng tứ tướng
Theo sách sử ghi chép, Lưu Quang Thế vốn e ngại quân Kim, khi nhận được chiếu lệnh cử đến tiền tuyến, ông liền nghĩ cách tránh lui. Do Lưu Quang Thế trị quân không nghiêm nên có không ít giặc cỏ, phản quân lần lượt gia nhập quân đội của ông. Đội quân của Lưu Quang Thế lúc bấy giờ nhân số đông đảo, trở thành đạo quân chủ lực của Cao Tông. Sau khi chết, Lưu Quang Thế được truy phong là Phu vương (鄜王). Do mang tiếng xấu, nên trong một phiên bản khác của Trung hưng tứ tướng, Lưu Quang Thế được thay thế bởi Lưu Kỹ.
Hàn Thế Trung hưởng ứng gia nhập hương binh lúc 18 tuổi. Trong những năm cuối của triều Bắc Tống, ông tham gia đánh dẹp khởi nghĩa Phương Lạp, đích thân dẫn người đột nhập bắt được Phương Lạp. Sau khi Nam Tống thành lập, ông chỉ huy quân đội chống Kim, dần dần được thăng làm tướng lĩnh cao cấp. Nhạc Phi bị Tần Cối dùng tội danh "có lẽ có" để xử tử, Hàn Thế Trung từng chất vấn Tần Cối rằng: "[Với] ba chữ 'Có lẽ có' thì dùng cái gì để thiên hạ phục?" Hàn Thế Trung trước lúc lâm chung vẫn không quên chuyện Nhạc Phi bị Tần Cối hãm hãi. Đến thời Tống Hiếu Tông, ông được truy phong là Kỳ vương (蕲王).
Trương Tuấn (Trương Bá Anh) trở thành hương binh năm 16 tuổi. Dần phát triển từ một cung thủ bình thường trở thành là sĩ quan cấp cao. Những năm đầu triều đại Nam Tống, quân Kim không ngừng tấn công miền nam khiến Cao Tông thường xuyên phải rút lui. Trương Tuấn nhiều lần dẫn quân bản bộ chống trả quyết liệt, lập nhiều công lớn. Về sau, Trương Tuấn ủng hộ hòa nghị, hợp ý với Tần Cối. Hai người hợp mưu vu tội Nhạc Phi mưu phản. Sau khi chết, ông được Cao Tông truy phong là Tuần vương (循王). Có một thuyết khác nói Trương Tuấn (Trương Đức Viễn) mới xứng đáng được xếp vào Trung hưng tứ tướng hơn Trương Tuấn (Trương Bá Anh) kia vì Trương Tuấn (Trương Đức Viễn) từng là Tể tướng, cấp trên của Trương Tuấn (Trương Bá Anh), do vụ Lịch Quỳnh làm phản quân Hoài Tây quy hàng vua Lưu Dự nên chủ động từ chức, sau bị Tần Cối lưu đày.
Nhạc Phi nhập ngũ cuối thời Bắc Tống. Ông trải qua nhiều chiến dịch lớn nhỏ thời Nam Tống, dần dần trở thành Đại tướng. Ông là người trẻ nhất trong Trung hưng tứ tướng. Sau khi chỉ huy quân đội giành thắng lợi tại các trận Yển Thành, Chu Tiên trấn, quân Tống dần dần nắm được thế chủ động, truy đuổi quân Kim trên mọi mặt trận. Đương lúc Nhạc Phi toàn thắng, cơ hội thu hồi cố đô Khai Phong đã ở trước mắt, Tống Cao Tông và Tần Cối lại muốn Nhạc Phi khải hoàn hồi triều. Có ý kiến cho rằng chủ soái quân Kim là Hoàn Nhan Tông Bật gửi thư yêu cầu Tần Cối nhất định phải giết Nhạc Phi mới có thể nghị hòa. Điều kiện này có thể là sự thật, hoặc cũng có thể là do Tần Cối bịa đặt để ép Tống Cao Tông hạ quyết tâm giết Nhạc Phi. Kết quả là ông đã bị chết trong lao ngục của Đại lý tự với tội danh "không cần có" khi mới chỉ mới 39 tuổi. Về sau, ông được ban thuỵ là Vũ Mục (武穆) và được truy phong vương vị là Ngạc vương (鄂王).